# راي بارنارد
راي بارنارد (بالإنجليزية: Ray Barnard)‏ هو لاعب كرة قدم بريطاني، ولد في 16 أبريل 1933 في ميدلزبرة في المملكة المتحدة، وتوفي في 7 يوليو 2017 في لنكولن في المملكة المتحدة. لعب مع لينكولن سيتي أف سي ونادي ميدلزبره.